# Risque naturel
 (mai 2016).
Si vous disposez d'ouvrages ou d'articles de référence ou si vous connaissez des sites web de qualité traitant du thème abordé ici, merci de compléter l'article en donnant les références utiles à sa vérifiabilité et en les liant à la section « Notes et références ».

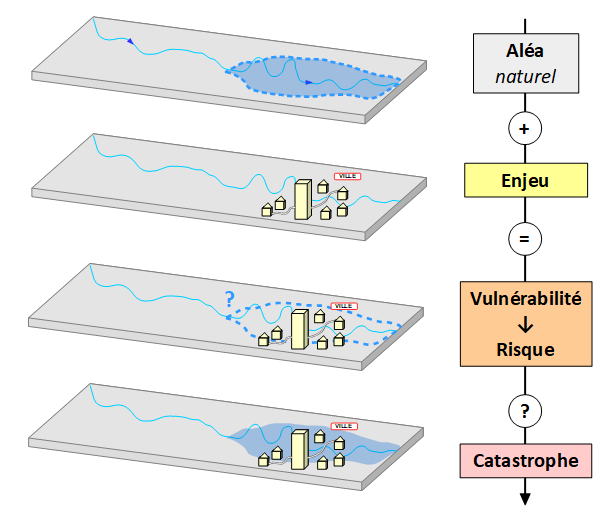
Définition du risque naturel.

Dans un site prédisposé, le bassin de risque, un risque naturel est la menace qu’un événement intempestif dangereux dû à un phénomène naturel appelé aléa naturel, ait des effets dommageables, imprévus ou mal prévenus, sur les aménagements, les ouvrages et les personnes, les enjeux, plus ou moins graves, voire catastrophiques, selon leur vulnérabilité. Les risques naturels sont des risques environnementaux.
Les aléas naturels plus ou moins violents, sont généralement irrépressibles, toujours dommageables, souvent destructeurs ; les pires peuvent être de véritables désastres écologiques à l’échelle de la Terre.
Quels qu’ils soient, où que ce soit, les aléas naturels sont toujours susceptibles d'être dangereux ; ils ne se maîtrisent pas, mais la plupart de leurs effets - dommages, accidents, catastrophes -, peuvent être, sinon évités, du moins limités par l’étude prospective, les actions de prévention et de protection, et par la gestion de crise, reposant sur des études scientifiques sérieuses du phénomène naturel en cause, du bassin de risque et de la vulnérabilité des aménagements et ouvrages qui y sont construits.

## Phénomènes naturels

### Aléas naturels

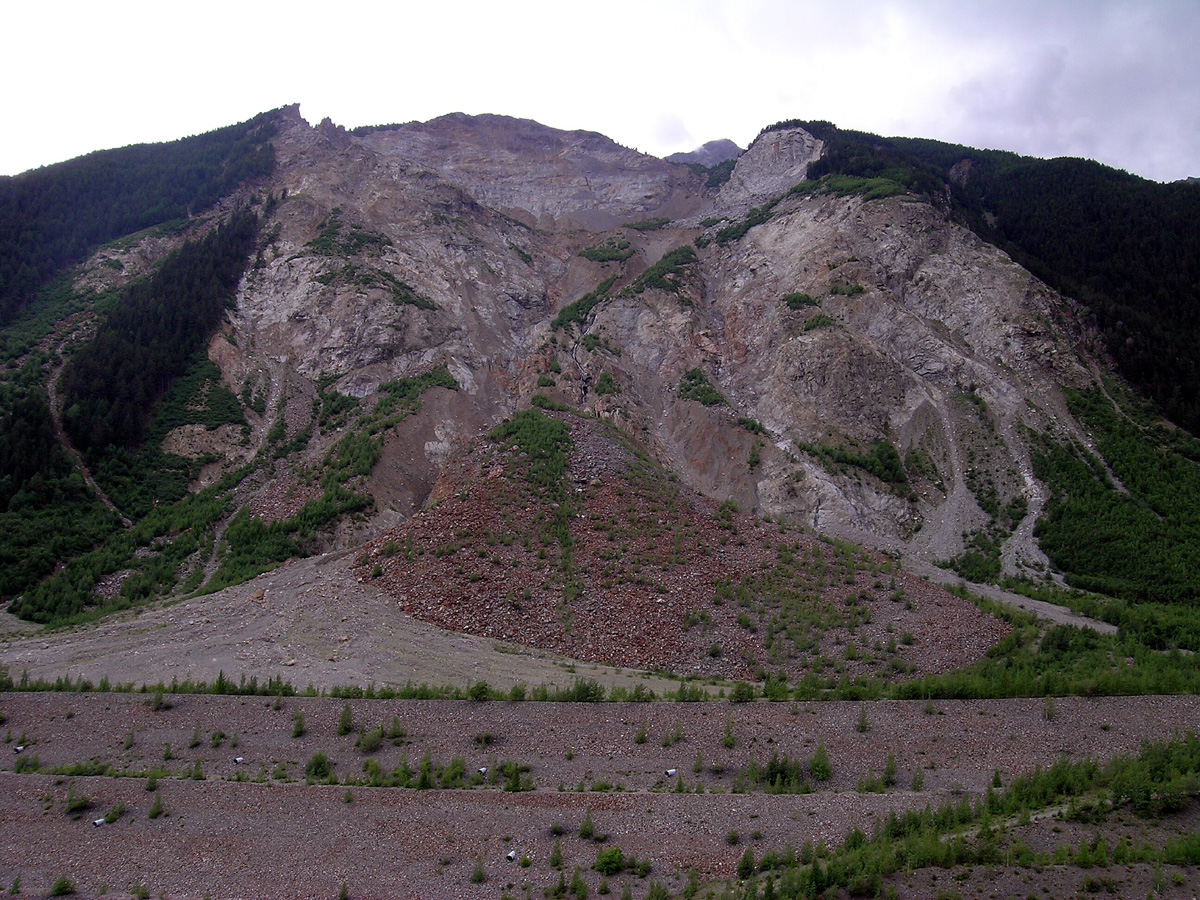
Mouvements de terrain en montagne (Alpes) - écroulement de versant, lave torrentielle, cône de déjection… - Morignone (28/07/1987) - Alta Valtellina (Sandrio - Lombardie) - au premier plan, merlon de protection de la vallée

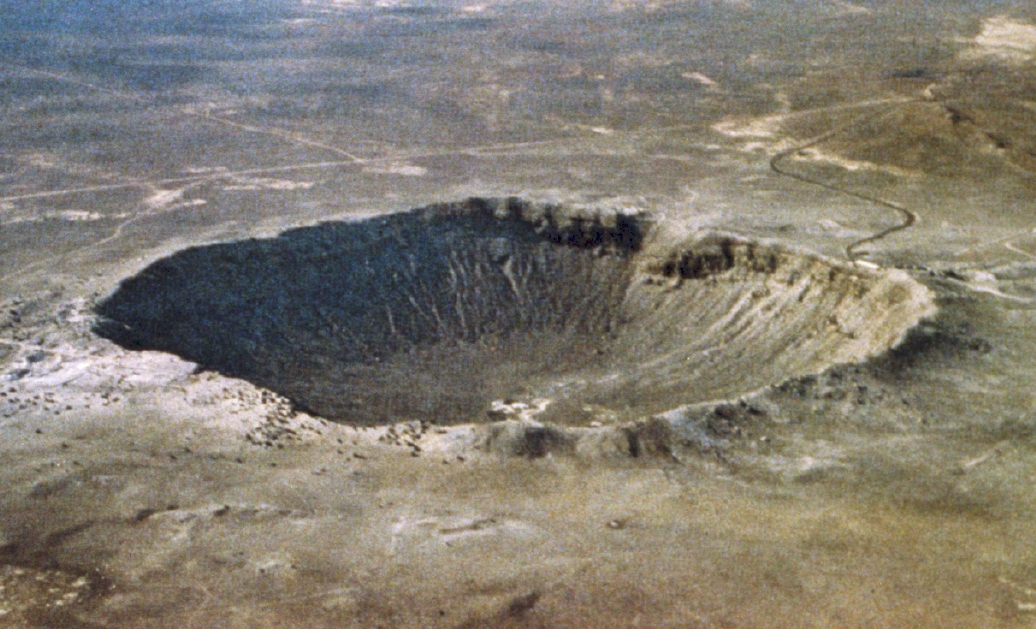
Chute de météorite - Meteor crater – Coon Butte (Arizona) – d ~ 1200 m – p ~ 150 m – ~ 25000 B.P.

Les tempêtes, les cyclones tropicaux, les crues et les inondations, les canicules, les éruptions volcaniques, les séismes, les tsunamis, les mouvements de terrain, les chutes de météorites, les raz de marée (sous l'action de la Lune), etc., sont des phénomènes naturels qui participent à l’évolution incessante de la Terre : depuis l’origine, des reliefs se créent et se détruisent à sa surface, et l’eau s’évapore de l’océan, circule dans l’atmosphère, tombe sur les continents pour retourner à l’océan par les cours d’eau. À l’échelle du temps de la Terre, cette évolution est à peu près continue et monotone, mais elle ne l’est pas à terme humain, car ses événements, de très courte durée, ne sont sensibles qu’à partir d’un certain seuil d’intensité qui dépend à la fois de la nature du phénomène considéré, des observations et des instruments de mesure.
Aujourd'hui, on parle d'aléa pour désigner le phénomène naturel source de danger, caractérisé par une intensité de "référence" associée à la probabilité que cette intensité soit dépassée. Cette notion de probabilité est souvent associée à une période de retour. Ainsi un phénomène qui a une probabilité d'un sur dix d'être dépassé chaque année, sera qualifié d’événement décennal (période de retour moyenne de dix ans). Le terme moyenne est ici important, car il signifie que ce n'est que sur une période de plusieurs fois dix ans que cette fréquence pourra être effectivement dépassée.
Le cours de n’importe quel phénomène naturel ne peut pas arrêter, ni même le modifier durablement ; les effets de certains de ses événements peuvent être observés : ce cours est continu, mais dans un certain intervalle de n’importe quelle échelle de temps, il est apparemment désordonné voire incohérent ; modélisé comme un système dynamique instable, sa fonction intensité/temps est successivement plate, croissante ou décroissante avec des minimums et des maximums relatifs plus ou moins individualisés et parfois des paroxysmes. Le temps historique humain est court et la géologie historique est imprécise ; cette évolution montre aussi des tendances à la hausse, à la baisse ou une stase durant des périodes plus ou moins longues et plus ou moins espacées mais jamais cycliques.
Les événements naturels intempestifs voire paroxystiques sont uniques, contingents, mais normaux et généralement explicables ; ce sont des péripéties et non des anomalies du cours normal, compliqué mais intelligible, du phénomène : il n’arrive jamais n’importe quoi, n’importe où, n’importe quand, n’importe comment ; la plupart de ces événements sont plus ou moins localisés et, en dehors des séismes, aucun n’est quasi instantané ; la montée en puissance de l’intensité d’un phénomène naturel dans un bassin de risque est généralement progressive jusqu’à atteindre ou non une valeur paroxystique, car heureusement, la tendance à l’accroissement se renverse souvent. De longues séries homogènes d’observations en permettent l’étude statistique et proposent sans certitude, des temps de retour annuel, décennal, centennal, d’événements dangereux, les aléas. Il est en général très délicat de caractériser les aléas exceptionnels avec une grande certitude, puis que cela demanderait de disposer d'observation sur des temps très longs : plusieurs siècles pour l’événement centennal ou plusieurs millénaires pour l’événement millénal!

### Catalogue français

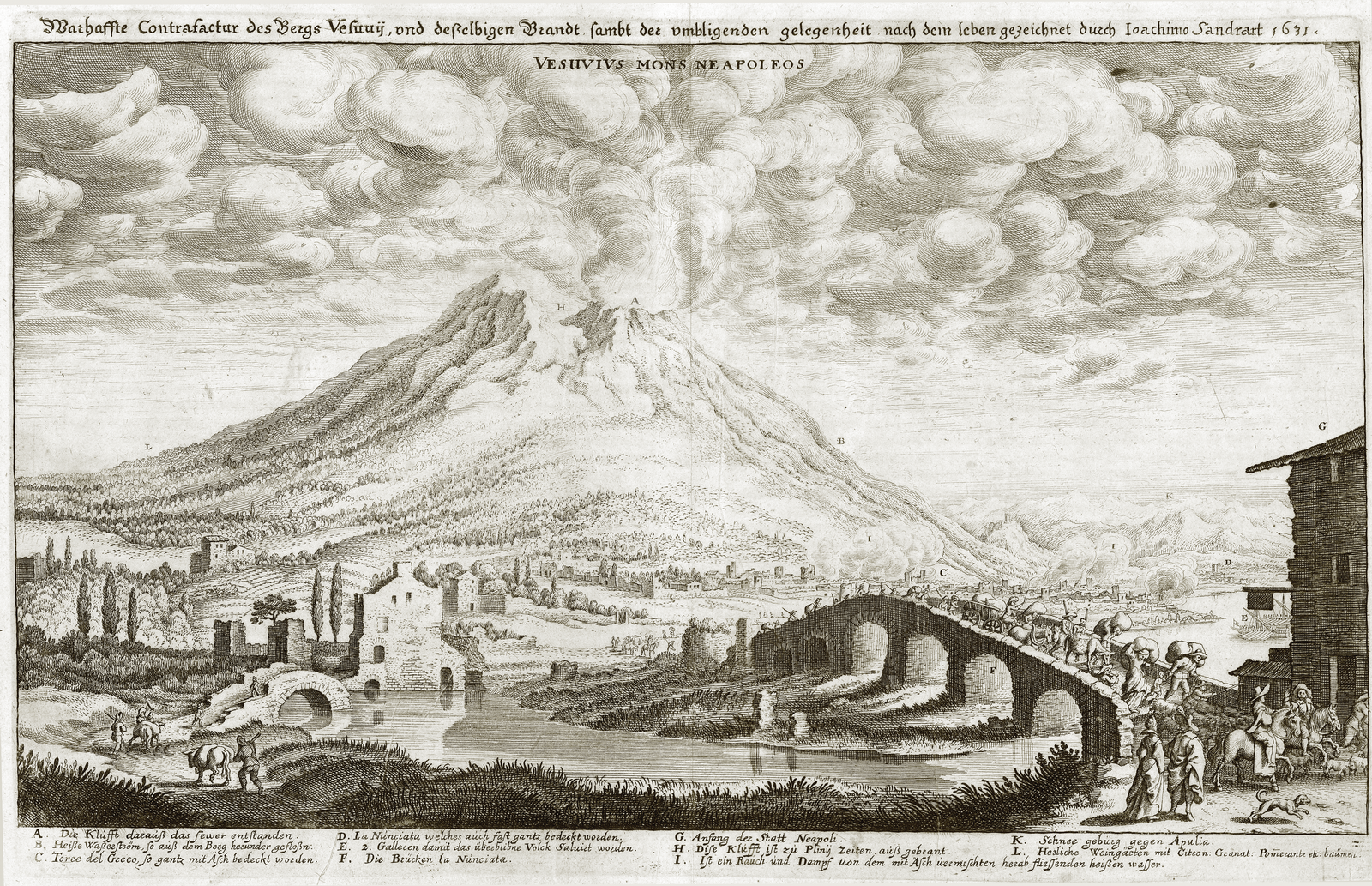
Éruption volcanique – Éruption du Vésuve en 1631 – Réfugiés arrivant à Naples par le ponte della Madallena.

En France, selon l’article L 125-1 du Code des assurances « ...Sont considérés comme les effets des catastrophes naturelles (CATNAT), .//., les dommages matériels directs « non assurables » ayant eu pour cause déterminante l’intensité anormale d’un agent naturel, lorsque les mesures habituelles à prendre pour prévenir ces dommages n’ont pu empêcher leur survenance ou n’ont pu être prises... » ; les aléas naturels relevant de la loi, susceptibles d’avoir des effets catastrophiques, pris en compte dans les Plans de prévention des risques naturels prévisibles (PPR) sont précisés dans la circulaire ministérielle du 19/05/1998, par ordre de fréquence et de gravité :
- Inondations et coulées de boue : inondations de plaine - inondations par crues torrentielles - inondations par ruissellement en secteur urbain, coulées de boue ;
- Inondations consécutives aux remontées des nappes phréatiques ;
- Phénomènes liés à l’action de la mer : submersions marines - recul du trait de côte par érosion marine ;
- Mouvements de terrain : effondrements et affaissements - chutes de pierres et de blocs - éboulements en masse - glissements et coulées boueuses associées - laves torrentielles - mouvements de terrain différentiels consécutifs à la sécheresse et à la réhydratation des sols ;
- Avalanches ;
- Séismes.

Les aléas climatiques et atmosphériques – cyclones, tempêtes, neiges, grêles…, les incendies, les risques biologiques et l’activité humaine – agriculture, mines, travaux du BTP, pollutions… – ne figurent pas dans ce catalogue, car les « dommages matériels directs » dont ils seraient les « causes déterminantes » ne sont pas « non assurables » (sont assurables) ; les éruptions volcaniques propres aux Antilles et à la Réunion ont des réglementations spécifiques – le risque volcanique en métropole est négligé, car la chaîne des Puys parait actuellement inactive ; les chutes de grosses météorites destructrices, très rares, sont aussi négligées.
Divers organismes publics ou privés (BRGM, Ministère de l'Intérieur, de l'Écologie, de l'Agriculture...) diffusent des catalogues à peu près analogues, plus ou moins détaillés, notamment pour les éruptions volcaniques, les feux de forêts et les phénomènes atmosphériques.
En France comme partout dans le monde, les aléas les plus fréquents et les plus destructeurs sont les crues ; leurs causes initiales sont toujours météorologiques - moussons, cyclones, tempêtes… ; leurs effets sont les inondations et les mouvements de terrain – écroulements, éboulements, glissements… Leurs effets peuvent être aggravées par l'activité humaine : réductions voire suppressions de zones inondables, forestières, agricoles..., extensions de zones d’aménagement, de construction…, non-respect de règles de prévention…

### Caractères généraux
Scientifiquement étudiés, la plupart des aléas naturels dangereux sont maintenant bien connus et localisés : les réponses aux questions essentielles, où ?, comment ?, avec quelle intensité ? un risque naturel peut se réaliser, conduisent à la prévention et à la protection qui pourraient en limiter plus ou moins les effets dommageables ; par contre, il n’y a pas de réponse à la question capitale, quand ?, qui autoriserait la prédiction voire l’annonce, et permettrait d’éviter les accidents et les catastrophes.

### Augmentation actuelle?

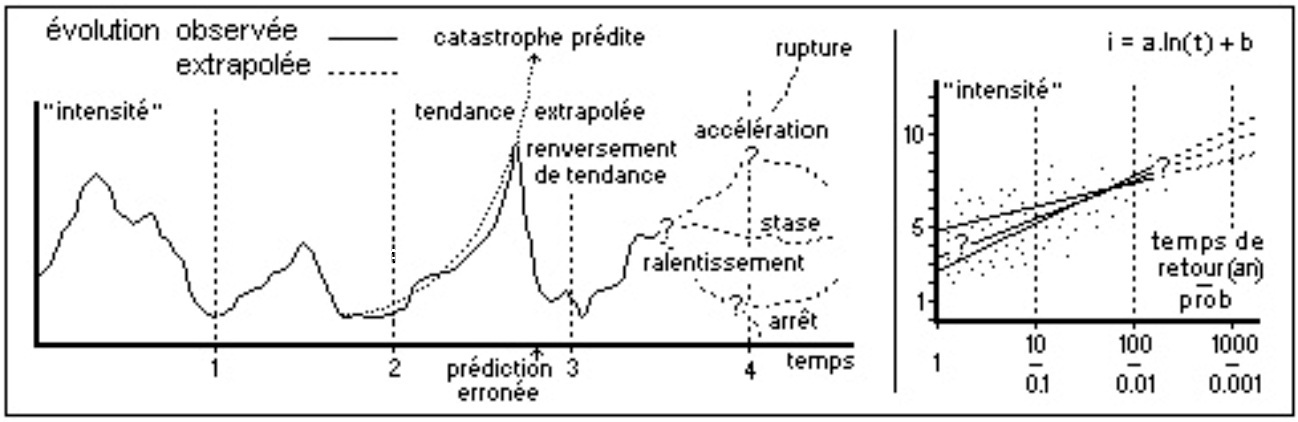
Évolution d’un phénomène naturel.

Quand la réalisation d’un risque entraîne une catastrophe, l’intensité de l’aléa en cause est souvent considéré comme un excès paroxystique, jamais observé. Or, quel que soit l’aléa, aucune série statistique fondée sur des données sures, nombreuses et homogènes ne montre une augmentation actuelle de son intensité et de sa fréquence ; les images de satellites, les vidéos et photos terrestres diffusées par Internet et autres média montrent en temps réel leurs effets à l’autre bout du monde, et les aménagements de plus en plus nombreux, complexes, surpeuplés… accroissent sans cesse les risques et les ravages que leurs réalisations provoquent : ce n’est pas le cours du phénomène naturel en cause qui est changé, ce n’est pas toujours l’intensité et la fréquence de l’aléa qui ont accru, ce sont aussi ceux qui y sont exposés, leur vulnérabilité, les imprudences, les informations... qui augmentent sans cesse. D'une certaine façon, on peut dire que les origines des risques "naturels" sont de moins en moins "naturelles".

## Identification du risque «naturel»

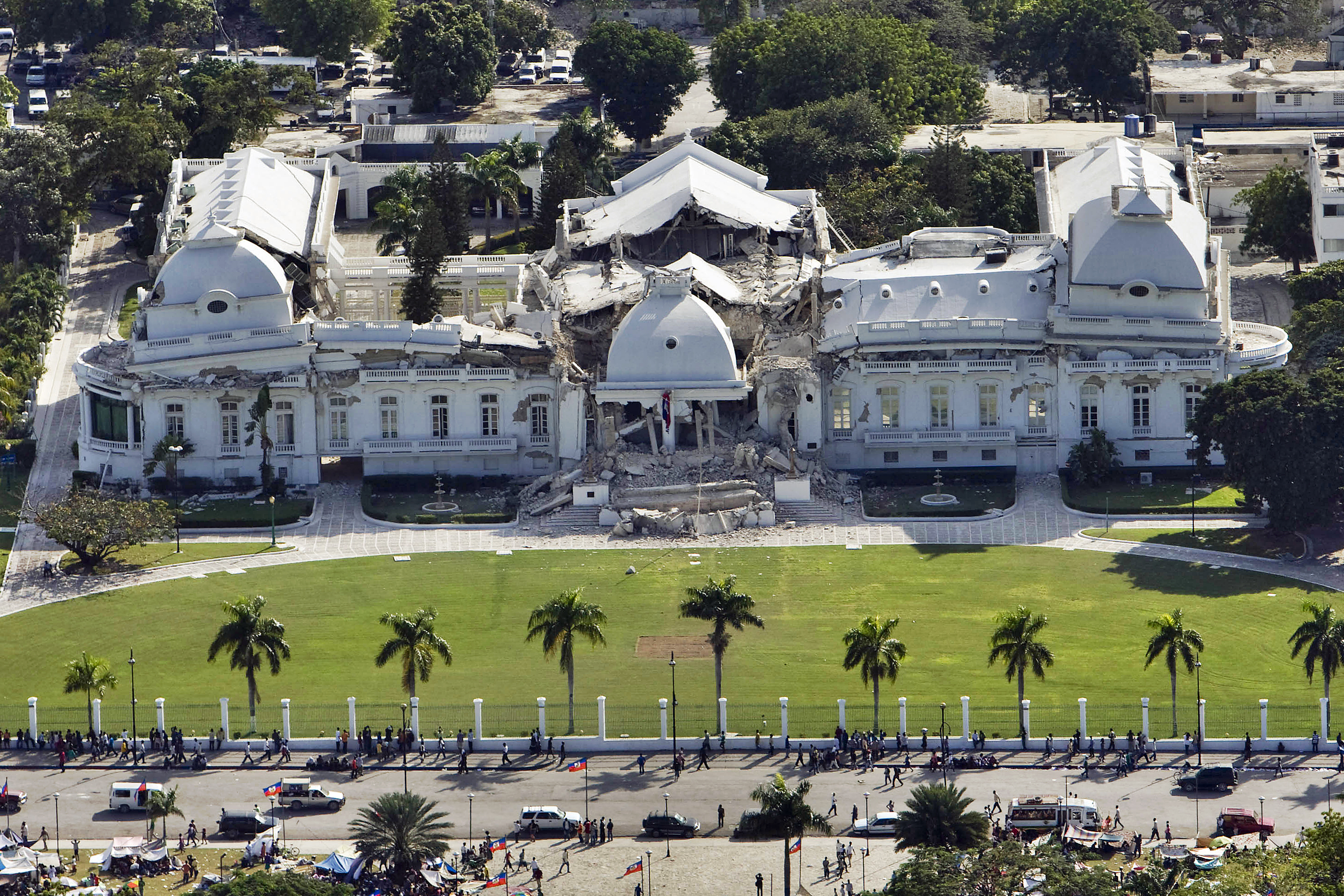
Séisme - Port-au-Prince (Haïti) - 12/01/2010 –Écroulement partiel du palais présidentiel (parasismique ?)

Les aléas spontanés - tempêtes, inondations, séismes... ou provoqués - glissements, tassements... ne sont pas les seuls éléments de la gestion des risques « naturels » : les conséquences de leurs effets à prévoir et les décisions à prendre sont fondées sur d’autres éléments aussi importants : caractères géologiques et physiques du bassin de risque, vulnérabilité des installations et des personnes, enjeux économiques, moyens de prévention et d’intervention disponibles, détermination et compétence des décideurs et des intervenants...

### Enjeux

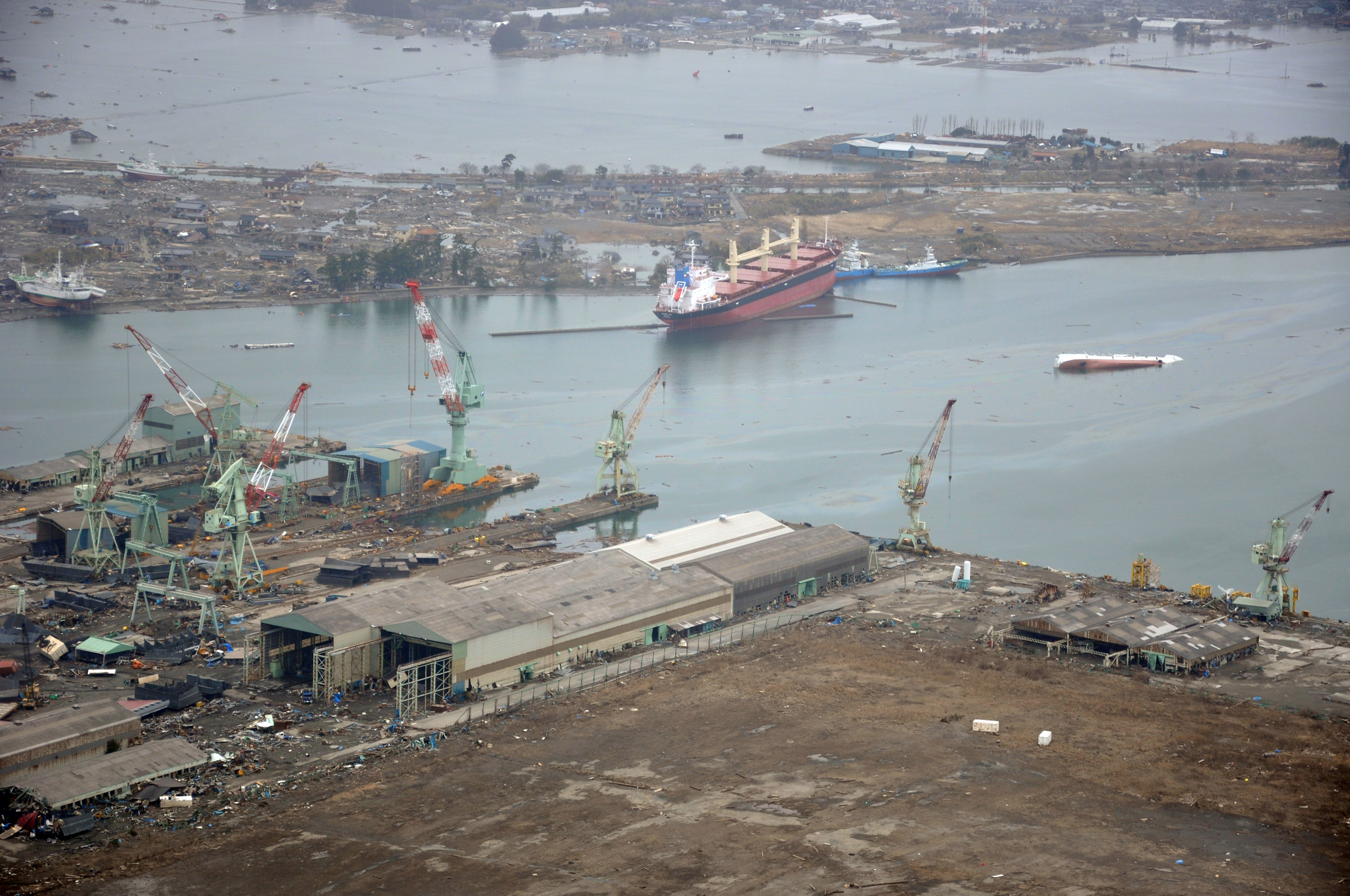
Matsushima (Japon) après le tsunami du 11 mars 2011.

Les aléas, événements paroxystiques des phénomènes naturels, ne sont dangereux et éventuellement dommageables que là où il y a des enjeux humains, un aménagement, un ouvrage, une présence, une activité… ; pas d’enjeu, pas de risque : les phénomènes sont naturels ; les risques sont humains. Les expressions consacrées risque naturel, catastrophe naturelle sont des non-sens ; l’anglais dit Geological Hazards.
Il n’y a pas forcément de relation directe entre l’intensité d’un aléa et la gravité de ses effets dommageables qui est toujours le fruit de la vulnérabilité des enjeux, conséquence de faits certains - légèreté, inconscience, attitudes et/ou décisions irréfléchies, voire aberrantes... Dans la plupart des régions du monde, c'est très souvent par une augmentation continue de la vulnérabilité des sociétés humaines que le risque naturel augmente. 
La vulnérabilité des aménagements, des ouvrages et des personnes résulte d’implantations défectueuses, d’inadaptations aux caractères naturels des sites, de vices de conception et/ou de construction, et se concrétise en dérives économiques, dysfonctionnements, dommages, accidents, ruines, catastrophes. Après un événement destructeur dans un même bassin de risque, ce sont toujours des ouvrages analogues voisins qui sont plus ou moins endommagés parce que plus ou moins bien implantés et/ou construits et d’autres en partie ou en totalité ruinés parce que mal implantés et mal construits ; et c’est dans les plus affectés que se trouvent le plus de victimes.
Or, les effets dommageables d’un aléa dangereux peuvent être en grande partie prévenus : la vulnérabilité des ouvrages peut être atténuée en respectant des règles spécifiques d’implantation et de construction souvent définies et imposées par l’autorité publique ; leurs dommages peuvent être plus ou moins évités ou au moins limités et ainsi les personnes peuvent être protégées ; nous pouvons souvent partir quand un événement est susceptible de se produire, se protéger ou s’en accommoder par des aménagements, des constructions et des dispositifs de crises adaptés aux risques courus dans les sites occupés, à condition que le phénomène naturel en cause, son bassin de risque, les aménagements et ouvrages qui s’y trouvent aient été correctement étudiés scientifiquement et techniquement.

### Acteurs de l’étude et de la gestion
En France, l'Observatoire National des Risques Naturels a été créé en 2012, à la suite des conséquences catastrophiques de la tempête Xynthia de 2010. 
Les risques naturels sont pratiquement tous connus à peu près partout, au moins par tradition et/ou expérience pour certains occupants des aménagements menacés, sans qu’ils en comprennent toujours les mécanismes. Ceux dont la réalisation est susceptible d’être catastrophique, n’intéressent que quelques spécialistes, pour la plupart scientifiques, jusqu’à ce qu’une réalisation spectaculaire active ou réactive l’intérêt général.
Particulièrement complexe, un risque spécifique doit être étudié et géré par de nombreux acteurs de formation, de métier et de fonction divers, extrêmement différents, qui n’agissent en concertation qu’en période de crise, sans toujours y parvenir efficacement. En amont, pour les études de bassins de risques, ce sont des spécialistes de nombreuses disciplines, d’une part des sciences de la Terre, volcanologues, sismologues, géotechniciens, hydrologues, météorologues… pour l’aléa et d’autre part, de l’aménagement et de la construction, architectes, ingénieurs… pour la vulnérabilité et la prévention. Ces études sont généralement commandées et financées par des organismes publics, communes, départements, État, sous l’autorité des maires, des préfets et des ministres ; ces derniers utilisent ensuite ces études pour établir et appliquer spécifiquement la réglementation générale (PER…), en établissant les documents fixant les règles locales d’aménagement, d’information et de prévention ; ce sont eux qui doivent enfin gérer une crise et éventuellement organiser les secours, confiés à des équipes spécialisées de protection civile (pompiers…) qui font le plus qu’ils peuvent avec les moyens dont ils disposent, pour limiter les victimes et les dégâts, généralement secondés par des occupants par chance peu ou pas affectés et par des voisins bénévoles.
Dans les pays développés, les simples dommages localisés et fréquents, généralement aux ouvrages, sont connus des victimes, des experts, des assureurs et éventuellement des magistrats ; les études correspondantes sont réalisées par les experts et financées par les assureurs, toujours a posteriori ; les victimes des catastrophes sont indemnisées sur des fonds spéciaux publics, en France après reconnaissance administrative d'un état de catastrophe naturelle. Ailleurs, ce sont principalement les pays développés et les ONG qui assument les secours puis les aides matérielles aux populations démunies sinistrées.

## Gestion des risques naturels
Pour un article plus général, voir Gestion des risques.

### Étude rationnelle de l’aléa

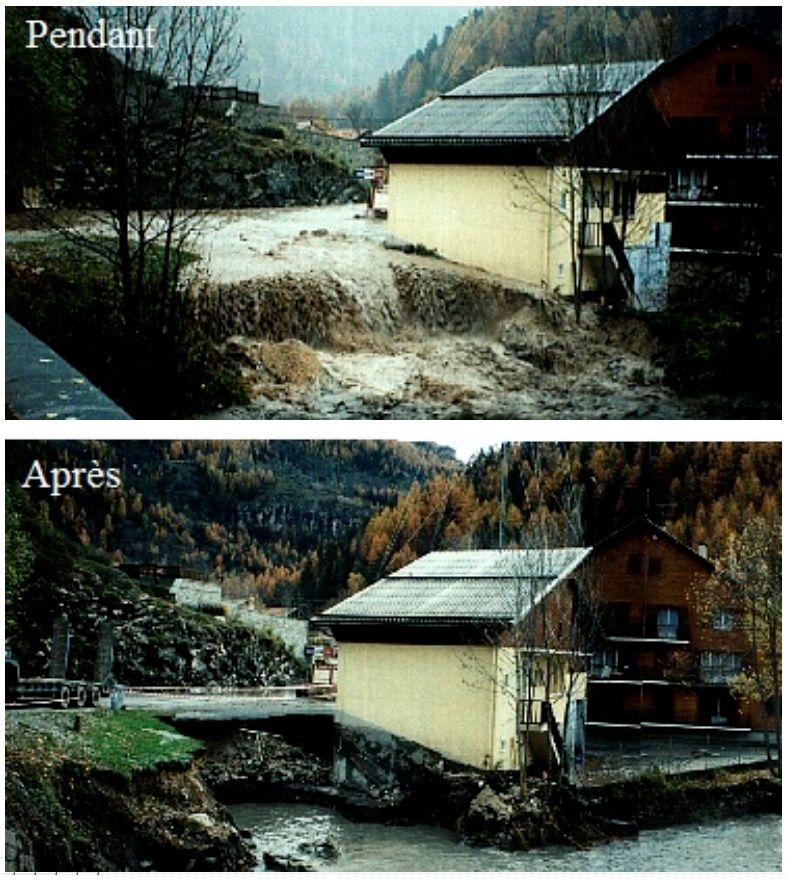
Crue torrentielle – Lance (affluent du haut Verdon) - 05/11/1994 – gendarmerie de Colmars-les-Alpes (Alpes-de-Haute-Provence)

Dans un bassin de risque, l’étude rationnelle d’un aléa consiste à le caractériser, établir et analyser le cours du phénomène naturel dont il est une péripétie, établir sa probabilité d’occurrence, en prévoir les conséquences pour s’en prémunir, le réduire et gérer sa réalisation éventuelle, car il ne se maîtrise pas.
C’est une opération structurée qui consiste à mettre en œuvre de façon cohérente et rationnelle, certaines théories et techniques des sciences de la Terre : géologie – géomorphologie, géodynamique, géophysique, géomécanique... synthétisées et mises en œuvre par la géotechnique, hydrologie marine et continentale, climatologie, météorologie…, certaines techniques du bâtiment et du génie civil, pour caractériser le bassin, le décrire et le schématiser ; cela conduit à en bâtir un modèle de forme généralement représenté par des cartes, des profils... Son évolution peut alors être analysée en étudiant les phénomènes naturels ou induits qui l’affectent ou l’affecteront et ainsi, lui adapter les aménagements existants et les ouvrages qui y seront implantés, afin de les rendre aussi peu vulnérables que possible.
La démarche scientifique des probabilités est la seule qui convienne à cette étude, car l’irrationnel – hasard, fatalité…, est inacceptable et le déterminisme n’est pas adapté à l’étude des phénomènes naturels, trop complexes ; ils sont efficacement modélisés comme des systèmes dynamiques complexes ayant des comportements critiques auto-organisés flous, dont l’étude ressortit à la théorie du chaos.

### Schéma général d’étude d’un risque

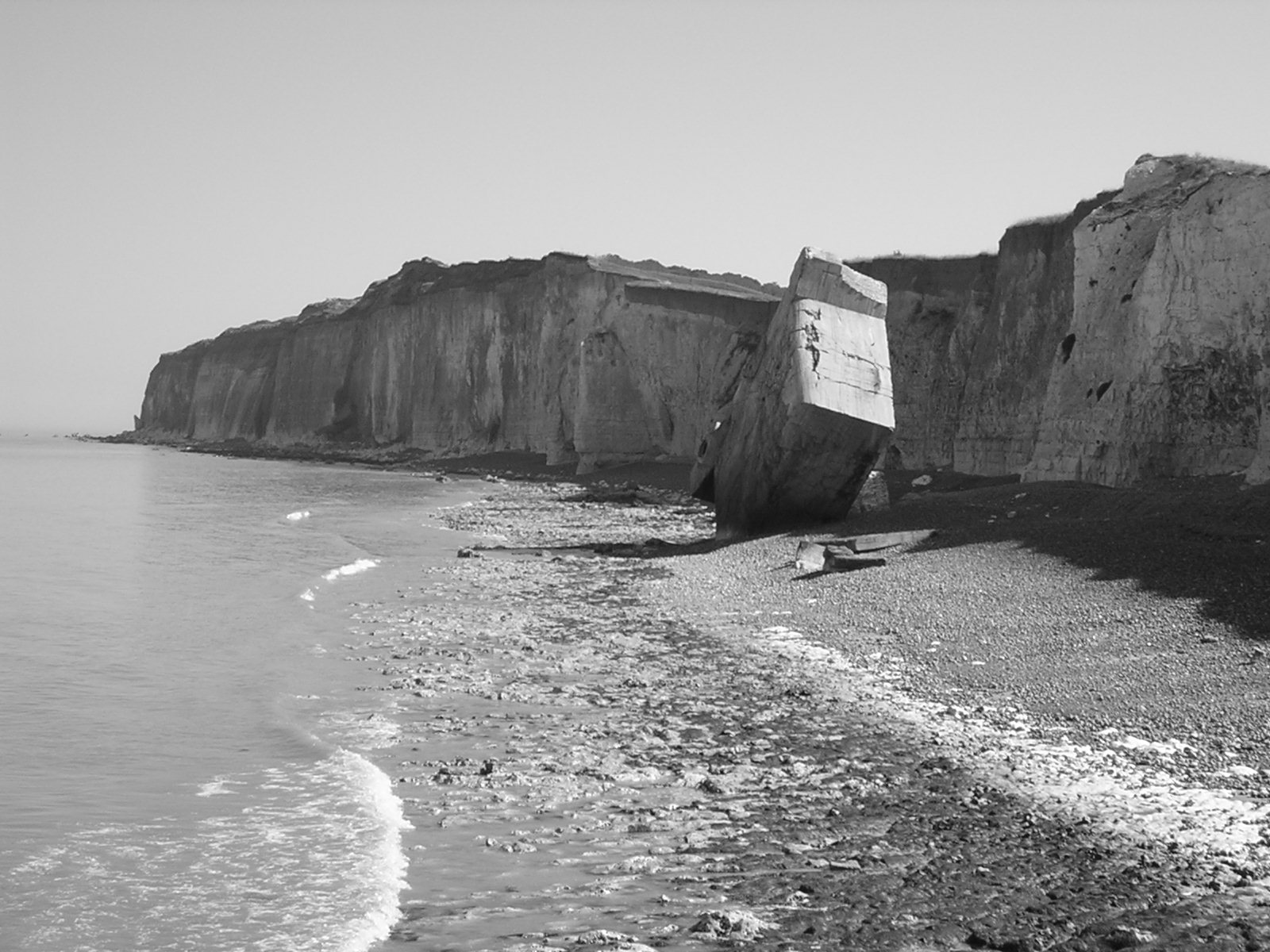
Érosion de rivage marin (Manche) – Sainte-Marguerite-sur-mer (Seine-Maritime) – Chute d’un blockhaus.

Les actions et moyens disponibles pour atténuer les effets néfastes de n’importe quel événement naturel dangereux, sont nombreux et variés ; dans chaque cas clairement caractérisé, il est scientifiquement possible de bien les définir, afin d’en décider en toute connaissance de cause et de les mettre en œuvre à bon escient ; il est par contre très difficile de prévoir l’occurrence d’un aléa menaçant et pratiquement impossible de la prédire.
Quel que soit le risque en cause, la méthode de son étude particulière repose sur un schéma général en trois étapes, spécification du risque, estimation du danger, définition des actions propres à le supprimer ou à réduire les effets de sa réalisation éventuelle. Pour ce faire, l’approche probabiliste est la seule qui soit efficace.

#### Spécification du risque

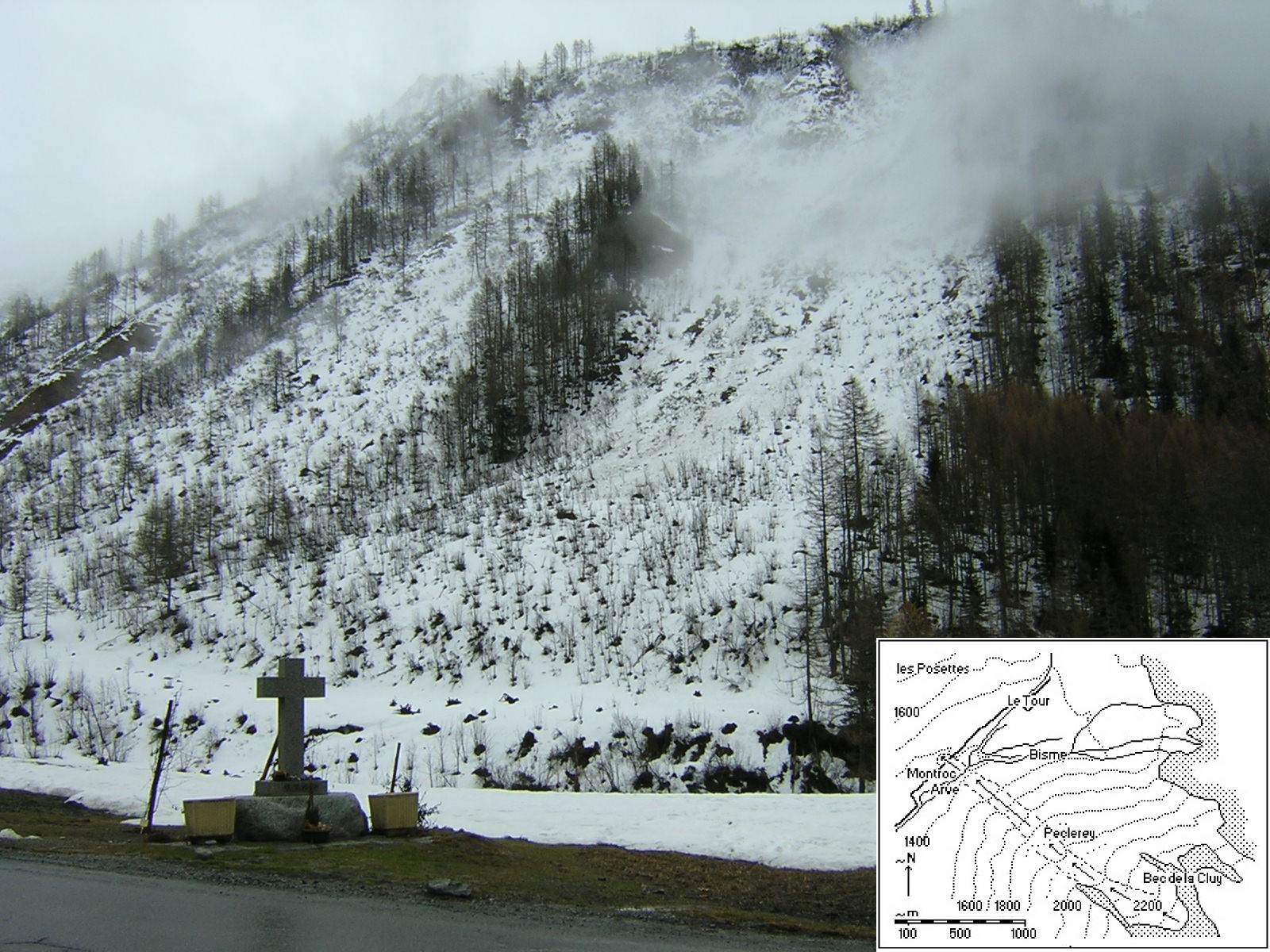
Avalanche – Chamonix-Mont-Blanc (Haute-Savoie) – 09/02/1999 – Le couloir et le monument aux morts.

Il importe d’abord de s’assurer de la réalité du risque appréhendé. Certains événements dangereux, là fréquents et redoutables, peuvent être considérés ici comme inexistants sans qu’il soit besoin d’entreprendre une lourde étude pour s’en assurer : la morphologie, le comportement, l’histoire... d’un lieu à risque éventuel sont déterminants. Chaque cas est particulier, son étude est affaire de spécialistes qui peuvent toujours s’appuyer sur quelques principes généraux, mais l’expérience et la rigueur sont nécessaires pour recueillir, critiquer et exploiter des données qui peuvent être incomplètes, difficilement interprétables, contestables, erronées... L’utilisation parallèle de méthodes différentes, permet d’obtenir des données analogues par des voies distinctes et de multiplier les recoupements par redondance.
Dans le cas d’un ouvrage nouveau, c’est l’expérience des constructeurs et l’application de règles techniques éprouvées qui permettent d’imaginer d’éventuels accidents de chantier et des dommages à l’ouvrage ; or, la majeure partie des dommages et accidents de BTP résulte de l’imprudence et de la légèreté avec lesquelles sont négligés les risques nombreux et variés, courus durant la construction et la vie d’un ouvrage, dont pourtant la typologie est connue.
La spécification du risque redouté est terminée avec la mise au point de modèles analytiques et synthétiques de forme et de comportement fiables, qui caractérisent précisément ce danger. Il n’est jamais sûr d’y être parvenu, car les modèles ne font qu’extrapoler des évolutions connues ; ils ne sont efficaces que si des événements analogues se sont effectivement produits dans le passé et se reproduiront dans l’avenir.

#### Estimation du danger
Cette situation idéale est donc difficile à atteindre ; les données ou les expériences manquent généralement, de sorte que pour y suppléer dans l’estimation du danger, il est presque toujours nécessaire de recourir à l’imagination qui est souvent trompeuse, comme à propos de certains phénomènes naturels aux effets redoutables en d’autres lieux et circonstances - de plus, l’« érosion de la mémoire » humaine entache parfois l'exhaustivité de certaines listes de données. La manipulation des modèles pour estimer le danger en cause, doit donc être très prudente et chaque résultat doit être sérieusement critiqué avant d’être utilisé.
La définition de la probabilité d’occurrence du risque dépend en grande partie du phénomène concerné. Quand il est simple, qu’il s’exprime par une relation directe de cause à effet, que son modèle est une loi physique dont l’expression mathématique est une formule linéaire biunivoque, il est strictement déterminé : la certitude est absolue. Il en va à peu près de même pour des phénomènes plus complexes, modélisés par quelques lois déterministes dont l’expression mathématique est un système d’équations relativement simple et dont les résultats sont confirmés par une très longue série d’observations. Certaines lois n’expriment qu’un déterminisme apparent, car si les formules qui en découlent ont des formes simples, les paramètres qu’elles combinent sont mal définis, difficilement mesurables, leurs valeurs sont imprécises ou même variables dans le laps de temps d’une mesure ou de l’utilisation du résultat.
Si le phénomène est complexe, le recours à la statistique est nécessaire, mais les résultats obtenus ne sont utilisables que s’ils sont effectués sur les observations d’une longue série d’événements analogues, dans des conditions semblables et éventuellement dans un même site, ou bien s’ils sont aisément calculables au moyen d’une formule issue d’une théorie éprouvée. Mais les très longues séries et les formules réellement simples manquent quand il s’agit de phénomènes naturels ; estimer la probabilité d’occurrence de la plupart des événements singuliers et en particulier de ceux désastreux qui sont peu fréquents même à l’échelle mondiale, est le plus qui peut se faire. C’est mieux que rien et quoi qu’il en soit, nécessaire ; présenter les résultats de telles estimations sous une forme mathématique d’apparence rigoureuse comme des occurrences décennales, centennales... n’est admissible qu’en prenant la peine de préciser la démarche qui a permis de les obtenir ; cela ce fait rarement et quand cela se fait, il apparaît souvent que les méthodes utilisées ne sont pas adéquates ou bien que la probabilité présentée n’a pas la précision qu’on lui prête. Et même avec de très longues séries de mesures fiables de paramètres indiscutables, la théorie du chaos limite au temps caractéristique du système, la divergence compatible avec une probabilité utilisable.
Si le phénomène est très complexe et si les réalisations de ces aléas sont rares et catastrophiques, il est possible de pallier le manque de longues séries d’observations en considérant qu’une réalisation est le dernier événement d’un enchaînement d’événements élémentaires, en construisant un arbre de défaillance et en estimant sa probabilité comme le produit des probabilités de chacun ; c’est généralement beaucoup plus facile à dire qu’à faire, car cela n’est jamais exhaustif : lors de la réalisation éventuelle du risque correspondant, l’événement oublié ou négligé paraîtra déterminant.
Si le phénomène est extrêmement complexe, rarement observé sur de très longs laps de temps et que sa réalisation implique le concours d’un très grand nombre de circonstances mal définies et aux relations mal connues, la probabilité est quasi nulle et donc l’incertitude est à peu près totale.

#### Définition des actions
Éviter la réalisation d'un risque ou au moins essayer de le faire en agissant pour diminuer l’occurrence et éventuellement la gravité est toujours souhaitable mais rarement faisable. Par contre, il est tout à fait possible et même recommandé de diminuer la vulnérabilité des aménagements en essayant de réduire les occurrences d’accident jusqu’à une probabilité très faible, en améliorant les ouvrages existants et en concevant les ouvrages nouveaux pour qu’ils soient le moins possible affectés par la réalisation d’un risque d’intensité donnée ; un ouvrage adapté à son site d’implantation et bien construit diminue significativement l’occurrence d’accident ; un ouvrage qui ne l’est pas, peut au contraire l’augmenter jusqu’à rendre catastrophique un événement qui n’aurait pas dû l’être.
La protection totale étant pratiquement impossible, l’action la plus efficace est la prévention, ce qui impose de tenir le plus grand compte des conséquences prévisibles de la réalisation éventuelle du risque. Or, on privilégie toujours la recherche des causes pour essayer de prédire les événements dangereux et on néglige ou même on ignore les conséquences de leurs réalisations éventuelles, parce que l’on a plus ou moins l’arrière pensée qu’elles ne se produiront jamais.
Les conséquences de la réalisation d'un risque peuvent être limitées en étant prévoyant, prudent et activement efficace, à condition que le risque ait été clairement spécifié et que l’information de ceux qui en sont menacés ait été persuasive ; il reste autrement à les assumer, car aucun risque ne saurait être nul et aucune réalisation, bénigne.
- La réduction de la dangerosité de l’évolution d’un phénomène majeur par une action directe est plutôt rare, souvent marginale et illusoire, aucun ouvrage de défense n'étant absolument infaillible. Pourtant, pour certains risques naturels[12], une étude de dangers permet d'élaborer des mesures de réduction du risque initial et de maîtrise du risque résiduel[13].
- L’information du public exposé est nécessaire mais peu efficace parce que généralement mal diffusée et mal reçue.
- La prédiction n’est possible que pour des événements très simples, au moyen de modèles mathématiques déterministes ; l’annonce est possible pour de tels événements fréquents, relativement simples et bien documentés ; la prévision, incertaine, n’est possible que pour des événements aléatoires complexes bien documentés.
- La prudence est de règle en toutes circonstances ; la précaution est susceptible d’éviter un danger ou d’en atténuer les effets ; la prévention réduit la probabilité de réalisation d’un risque ; la préservation sauvegarde plus ou moins ce qu’un danger menace ; la vigilance n’est efficace qu’en période d’attente et/ou de réalisation de crise.
- La protection limitée aux personnes ou étendues aux ouvrages peut atténuer les effets d’un événement dangereux et/ou la gravité d’un accident.

La gestion du risque naturel consiste également à préparer les interventions de secours :
- La gestion de crise appartient à l'autorité publique, selon des scénarios éventuellement réglementés, établis par des spécialistes.
- L’aide aux victimes : les personnes épargnées présentes sur le site et les secouristes professionnels interviennent auprès des victimes ; ensuite l’assurance privée et/ou publique les indemnise ; mais c’est le plus souvent grâce à l’assistance matérielle et/ou financière particulière que les victimes sont en majeure partie aidées.

Après un accident ou une catastrophe, le retour d’expérience (REX) est une action collective a posteriori absolument nécessaire, mais elle n’est prévue par aucun texte légal ou règlementaire ; on peut en effet attendre ou du moins espérer qu’elle permettrait de réduire l’occurrence et la virulence d'événements analogues à celui dont on n’a pas su ou pu éviter la réalisation ou amoindrir les effets : l’occurrence de l’événement paroxystique était bien sûr inévitable ; si l’étude antérieure du risque avait été faite et bien conduite, et ses résultats correctement exploités, le danger qu’elle entraînait aurait été patent : les dommages auraient dû être limités et non catastrophiques. Pourquoi cela s’est aussi mal passé ? Modèle erroné ou mal utilisé, scénario imprévu, intensité hors statistique, lois et règlements inadaptés ou mal appliqués, contrôle négligent ou absent, décisions incohérentes, intérêts divergents... ? Les raisons possibles sont nombreuses et variées, mais toujours humaines.

## Particularités selon les pays

### Andorre
Les glissements de terrain et les avalanches sont les principaux risques naturels en Andorre. 

### France
Dans un espace relativement restreint et très bien documenté, le territoire français métropolitain réunit la plupart des types de formes géomorphologiques et de comportements géodynamiques ; si l'on ajoute l'outre-mer, ils y sont à peu près tous. Les événements naturels dangereux y sont fréquents, mais hormis certains cyclones, ils n'y sont jamais aussi violents que ceux de même nature qui affectent le reste du monde et même les proches voisins du pays.
Pourtant, l'éruption volcanique la plus meurtrière du XXe siècle, celle de la montagne Pelée de la Martinique en 1902, est bien française ; sa nuée ardente paroxystique du 8 mai 1902 reste célèbre pour avoir entièrement détruit Saint-Pierre, le « Paris des Isles », et pour avoir elle-même exterminé directement en quelques minutes tous ses habitants, environ 30 000 personnes. La destruction de la ville et de ses alentours était inévitable, mais pas la mort de ses habitants qui ont été les victimes effectives non de la nuée, mais d’un comportement politico-administratif aberrant, assurer le second tour d'une élection législative le 11 mai en empêchant leur départ. Elle occupe ainsi une place capitale dans l'étude du risque volcanique, et même du risque « naturel », celle du contre-exemple, de ce qu'il faut éviter de faire à tout prix devant un danger « naturel » imminent, ne pas faire évacuer la zone menacée quand cela est faisable et qu'il en est encore temps.
Heureusement, un tel comportement n'est plus possible ; néanmoins, une éruption magmatique de la Soufrière à Basse-Terre, une inondation générale des vallées de la Seine et de ses affluents en l'Île-de-France, une rupture des digues du Val de Loire, un séisme sur la Côte d'Azur seraient catastrophiques, mais seul ce dernier serait imprévisible ; malheureusement, bien que prévus mais mal prévenus, la plupart des cyclones outre-mer, des violentes tempêtes et des crues en métropole demeurent catastrophiques.
Certaines zones de pratiquement toutes les communes françaises sont plus ou moins exposées aux effets plus ou moins dommageables d'événements naturels dangereux, pour l’essentiel violentes tempêtes, crues et inondations, mouvements de terrains, séismes en métropole, auxquels s'ajoutent cyclones et volcans outre-mer… Ceux dont l'intensité anormale entraînent d'importants dommages matériels directs « non assurables » sont décrétés « catastrophes naturelles » (Article L 125-1 du Code des assurances).
Les aléas atmosphériques… – les crues et les inondations… - les mouvements de terrain… - les séismes… - les volcans… - les tsunamis… - les chutes de météorites… – l’activité humaine…
L’état de « catastrophe naturelle».

## Union européenne
Les risques naturels font l'objet, dans l'Union européenne, de mesures de prévention des risques, notamment de la part de la Direction générale de l'environnement. C'est dans le cadre de son volet « protection civile et accidents environnementaux » qu'elle participe aux financements des programmes de protection des risques.